# Rue du Commandant-Marchand
Ne doit pas être confondu avec Rue du Commandant Marchand (Liège) ou Rue de la Mission-Marchand.
La rue du Commandant-Marchand est une voie du 16e arrondissement de Paris, en France.

## Situation et accès
La rue du Commandant-Marchand est une voie privée située dans le 16e arrondissement de Paris. Elle débute au 153, avenue de Malakoff et se termine en impasse.
Elle croise la rue Berlioz, également une voie privée.

## Origine du nom
Elle rend hommage à Jean-Baptiste Marchand (1863-1934), soldat et explorateur français. Alors commandant, ce dernier dirigea l’expédition de 1898 qui provoqua la crise de Fachoda, opposant la France au Royaume-Uni, et devint un héros en France. Il habita dans cette voie à son retour de mission.

## Historique
Cette voie privée a d’abord été nommée « villa Eugénie » puis « villa du Redan » en 1877 (en raison de sa proximité avec un redan de l'enceinte de Thiers), avant de prendre sa dénomination actuelle en 1901.

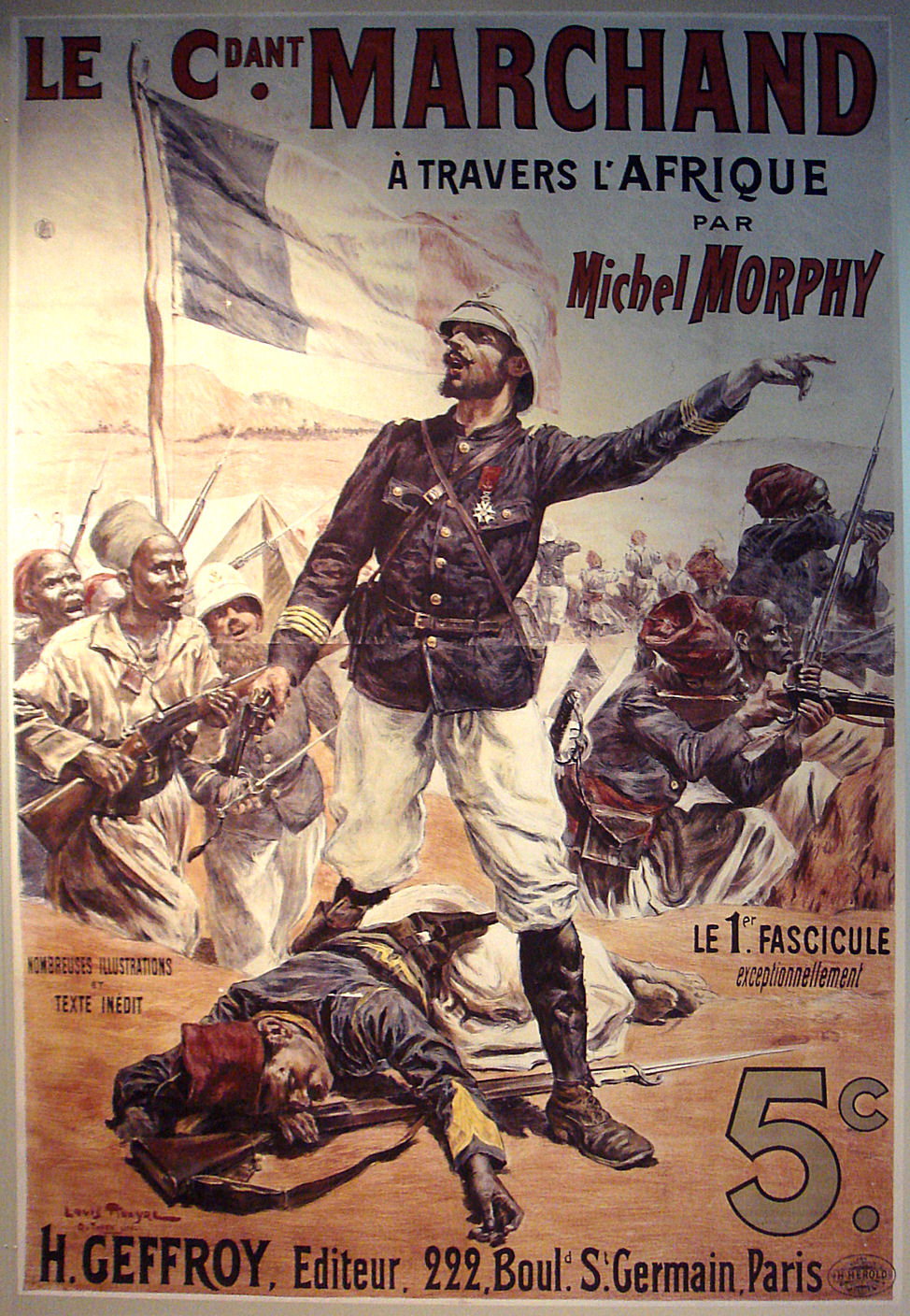
Couverture d’une publication de 1898, mettant en scène le commandant Marchand.

## Bâtiments remarquables et lieux de mémoire
- No 5 : en 1910, l'homme politique Raymond Poincaré y habite[1].
- No 9 : en 1910, le compositeur Camille Erlanger y habite[1].